# Köyliö
Köyliö (schwedisch Kjulo) ist ein Ort und eine ehemalige Gemeinde in Südwestfinnland. Sie liegt rund 200 km nordwestlich der Hauptstadt Helsinki in der Landschaft Satakunta. Köyliö ist ausschließlich finnischsprachig. Die Gemeinde wurde am 1. Januar 2016 nach Säkylä eingegliedert. Sie hatte  am 30. September 2014 2663 Einwohner auf einer Fläche von 246,08 km² (hiervon 13,22 km² Binnengewässerfläche). 

Wappen von Köyliö

Der Hauptort der ehemaligen Gemeinde liegt westlich des Sees Köyliönjärvi. Der Legende zufolge erschlug der Bauer Lalli um 1165 auf dem zugefrorenen See den Heiligen Heinrich von Uppsala, den ersten Bischof Finnlands und späteren Schutzheiligen des Landes, mit einer Axt. Die Mitra Heinrichs und Lallis Axt zieren das ehemalige Gemeindewappen, im Gemeindezentrum wurde eine Statue Lallis errichtet. Auf der Insel Kirkkokari im Norden des Sees, bei der dieser Mord stattgefunden haben soll, wurde die erste Kirche des Ortes errichtet, die bis ins 15. Jahrhundert in Gebrauch war. Heute ist die Insel der einzige Wallfahrtsort der römisch-katholischen Kirche in Finnland.
Die politische Gemeinde Köyliö bestand seit 1870 und umfasste neben dem Hauptort Köyliö die Dörfer Ehtamo, Hankaankorpi, Huhti, Järvenpää, Kankaanpää, Karhia, Kepola, Köyliönsaari, Lähteenkylä, Pajula, Pehula, Puolimatka, Tuiskula, Tuohiniemi, Uusimaa, Vellinkylä, Vinnari, Voitoinen, Vuorenmaa und Yttilä.

## Söhne und Töchter
- Harri Eloranta (* 1963), Biathlet
- Petteri Orpo (* 1969), Politiker
- Johanna Saarinen (* 1973), Biathletin
- Jutta Rantala (* 1999), Fußballspielerin